# 本多忠由
本多 忠由（ほんだ ただよし）は、江戸時代中期の寄合旗本。官位は従五位下・兵庫頭。

## 生涯
越前国丸岡藩の元藩・主有馬寿純（一準）の三男として誕生。母は継室の演暢院（毛利家出身）。寿純は享保18年（1733年）に家督を長男・孝純に譲って隠居していた。同母兄に叔父の長州藩主毛利重就の養嗣子となった毛利重広がいる。
宝暦3年（1753年）に遠江国相良藩主・本多忠央の養子となる。忠由は本多忠政の娘・国姫（栄寿院）の玄孫にあたり、また忠央と忠由は共に長府藩主毛利秀元の玄孫という関係にもあった。
養父・忠央が宝暦8年（1758年）に改易されると忠由も連座し、他家預かりの身となった。その後、明和3年（1766年）に赦免され、天明8年（1788年）に500俵を与えられて寄合に列した。寛政4年（1792年）、58歳で没した。